# سیارک ۵۷۶۵
سیارک ۵۷۶۵ (به انگلیسی: 5765 Izett، نامگذاری:1986GU) پنج هزار و هفتصد و شصت و پنجمین سیارک کشف شده‌است که در ۴ آوریل ۱۹۸۶ کشف شد.
قدر مطلق سیارک برابر ۱۲٫۹۰ است.